# نورتترازپام
نورتترازپام (به انگلیسی: Nortetrazepam) دارویی از مشتقات بنزودیازپین، و یکی از مهمترین متابولیت‌های تترازپام است.